# The Winery Dogs
The Winery Dogs (em inglês, "Os Cães do Vinhedo") é um power trio de rock formado em 2012 por Mike Portnoy, Billy Sheehan e Richie Kotzen.
A banda lançou seu álbum de estreia, auto-intitulado, em 2013. Em junho de 2015, eles entraram em estúdio na região de Los Angeles para gravar um sucessor. Em uma entrevista de julho do mesmo ano, o baterista Mike disse que eles começariam a mixagem em julho e planejavam lançar o álbum antes de iniciar uma turnê em outubro.
Em abril de 2017, Ritchie anunciou em entrevista para a Ultimate Guitar que a banda pausou suas atividades para que os membros foquem em seus outros projetos, mas que todos continuam amigos e que novos lançamentos ainda são prováveis.

## Integrantes
- Richie Kotzen – vocais e guitarra
- Billy Sheehan – baixo e vocais de apoio
- Mike Portnoy – bateria e vocais de apoio

## Discografia
- The Winery Dogs (2013)
- Hot Streak (2015)
- III (2023)